# Katie Boyle
Katie Boyle (Florence, 29 mei 1926 - Manchester, 20 maart 2018) was een Brits actrice, presentatrice en tv-persoonlijkheid. 
Ze werd in Italië geboren en kwam op twintigjarige leeftijd naar Engeland, om een carrière in als model te beginnen. Ze werkte ook als actrice en kreeg enkele bijrollen in Britse speelfilms. In de jaren 1950 was ze als omroepster bij de BBC in dienst. In 1960, 1963, 1968 en 1974 presenteerde ze het Eurovisiesongfestival.

## Privé
Boyle was drie maal gehuwd. In 1947 trouwde ze Richard Bentinck Boyle, de 9e Ierse graaf van Shannon. Dit huwelijk strandde in 1955, maar ze hield wel de achternaam Boyle aan. Datzelfde jaar nog trouwde ze Greville Baylis, een handelaar in racepaarden. Die overleed in 1976, waarop Boyle in 1979 in het huwelijk trad met theaterimpresario Sir Peter Saunders, die in 2002 overleed. De geruchten gaan dat Boyle in de jaren 1950 een lange relatie met prins Philip had, iets wat Boyle nooit heeft willen tegenspreken omdat het de geruchten enkel maar zou aanwakkeren. Boyle verklaarde: Als het gedrukt staat, geloven mensen het. Je kunt er niets tegen doen, want het geeft brandstof aan de geruchten, dus moet ik accepteren dat mensen klinkklare leugens over je vertellen.
Ze werd 91 jaar oud.
- International Standard Name Identifier: 0000 0000 8281 9124
- Library of Congress Control Number: n81054596
- Istituto Centrale per il Catalogo Unico: UBOV471127
- Trove: 1222738
- Virtual International Authority File: 94402816
- WorldCat: E39PBJg4qtTd9WFfQckCQrdmh3